# Максимов, Дмитрий Михайлович
Дми́трий Миха́йлович Макси́мов (1900 — ?) — советский футболист и тренер. Наиболее известен по выступлениям за московские команды «Серп и Молот» и «Локомотив». В 1947, а также в 1948—1949 годах возглавлял «Локомотив» в качестве тренера.

## Биография
Дмитрий Максимов родился в 1900 году, в довольно зрелом возрасте, в 28 лет, стал выступать за команду мастеров РКимА, переименованную в 1931 году в «Серп и Молот». В 1935 году перешёл в московский «Спартак», но в официальных матчах участия не принимал. В 1936 году был отдан в клубную команду «Спартака», и в том же году перешёл в «Локомотив». Опыт Дмитрия Михайловича, которому уже было 36 лет, придавал авторитета в новой команде и в финальном матче первого розыгрыша Кубка СССР против тбилисских «динамовцев» «Локомотив» на поле в качестве капитана вывел именно Максимов. «Локомотив» победил со счётом 2:0 и стал первым обладателем трофея.
В осеннем первенстве 1936 года Дмитрий Максимов сыграл во всех семи матчах своей команды. В следующем году Максимов выступал за вторую команду «Локомотива», после чего завершил карьеру футболиста. По архивным данным известно, что в 1943 году Максимов был в составе «Локомотива» в чемпионате Москвы. В 1946 году вошёл в тренерский штаб столичного «Локомотива» и сыграл за эту команду ещё три матча в первенстве СССР. Таким образом, в чемпионатах страны за «Локомотив» Максимов сыграл в 10 матчах, в Кубке СССР принял участие в 6 играх.
В середине того же 1946 года Максимов возглавил в качества старшего тренера «Локомотив», который выступал во второй группе советского первенства (впоследствии — Первая лига). В 1947 году на первом этапе чемпионата «железнодорожники» на 1 очко опередили в Центральной зоне команду МВО и прошли в финальный этап. Команда Максимова прошла его без поражений, выиграв пять матчей и лишь однажды сыграв вничью с горьковским «Торпедо». В «Локомотиве» в 1947 году выступали двое представителей довоенного футбола, с которыми самому Максимову доводилось выходить на поле в качестве футболиста — вратарь Николай Разумовский и нападающий Пётр Теренков.
Несмотря на сильную игру, которую демонстрировал «Локомотив» под руководством Максимова, сезон 1948 в элитной лиге команда начала под руководством Бориса Апухтина. Команда выглядела крайне слабо (поражения от московских «Динамо» и «Спартака» 1:5, тбилисского «Динамо» — 2:9, ЦДКА — 1:7, ленинградского «Зенита» — 2:6 и «Торпедо» — 1:4), и летом Максимов вновь возглавил команду. Незадолго до того в газете «Гудок» вышла статья за авторством «М. Дмитриев», в которой резко критиковалось положение и игра команды. Под этим псевдонимом писал сам Дмитрий Максимов. По итогам сезона «Локомотив» сумел подняться на 7-е место в турнирной таблице.
Чемпионат 1949 года команда начала с пяти матчей без поражений, впоследствии выступала с переменным успехом. 11 июня «Локомотив» крупно уступил ЦДКА, 0:8, и у Максимова возник конфликт с футболистами, после чего он покинул команду. На смену пришёл Гавриил Качалин.
В 1950-е годы Максимов работал в различных клубных командах «Локомотива».

## Достижения
В качестве игрока
- Обладатель Кубка СССР (1): 1936

В качестве тренера
- Победитель второй группы чемпионата СССР (1): 1947